# Amatonormativita
Amatonormativita je termín vyjadřující nadřazenost romantického, monogamního vztahu ve společnosti. Vytvořila jej v roce 2016 profesorka filozofie na Arizonské státní univerzitě Elizabeth Brake s cílem zachytit společenské předpoklady týkající se romantické lásky. Její snahou bylo popsat nátlak vést život v manželství, který na ni byl vyvíjen ze strany mnoha lidí v jejím okolí. Amatonormativita se týká nejen nátlaku k uzavření manželství, ale také nátlaku týkajícího se romantických vztahů všeobecně.

## Etymologie
Termín amatonormativita je složeninou latinského slova amatus, znamenajícího „milovaný“ a slova normativita, znamenajícího předpisování určitých způsobů chování a jednání a zavrhování jiných.

## Příklady
Elizabeth Brake termín vykládá jako nátlak k nebo touhu po monogamii, romantických vztazích a/nebo manželství. Touha po vztazích, které jsou romantické, sexuální, monogamní a celoživotní, má množství sociálních důsledků. Lidé, kteří jsou asexuální, aromatičtí a/nebo nemonogamní, jsou v amatonormativní společnosti vnímáni jako nenormální. Podle výzkumnice Belly DePaulo amatonormativita stigmatizuje svobodné lidi jako neúplné a prostřednictvím strachu ze svobodnosti je tlačí k udržování nezdravých romantických vztahů.
Jednou z oblastí, v níž je toto stigma institucionálně aplikováno, je podle Brake legislativa a moralita manželství. Láskyplným přátelstvím, queerplatonickým a dalším vztahům není poskytována stejná právní ochrana, jaká je poskytována romantickým partnerům prostřednictvím manželství. Tato zákonnost také delegitimizuje lásku, která je přítomna v nemanželských vztazích.
Brake je autorkou knihy Minimizing Marriage (česky „Minimalizace manželství“; v Česku dosud nevydána), ve které definuje amatonormativitu jako „rozšířený předpoklad, že je každému člověku lépe v monogamním, romantickém, dlouhodobém partnerském vztahu a že každý takový vztah hledá.“